# Seznam španělských fotografek

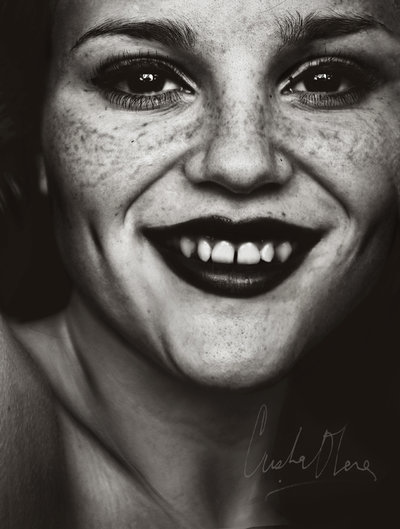
Cristina Otero

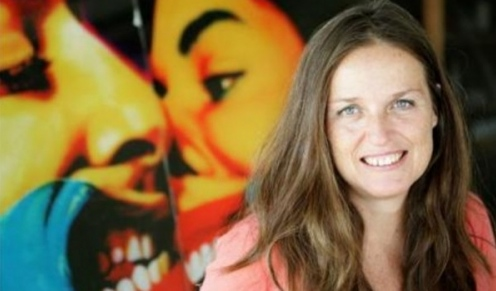
Ouka Leele

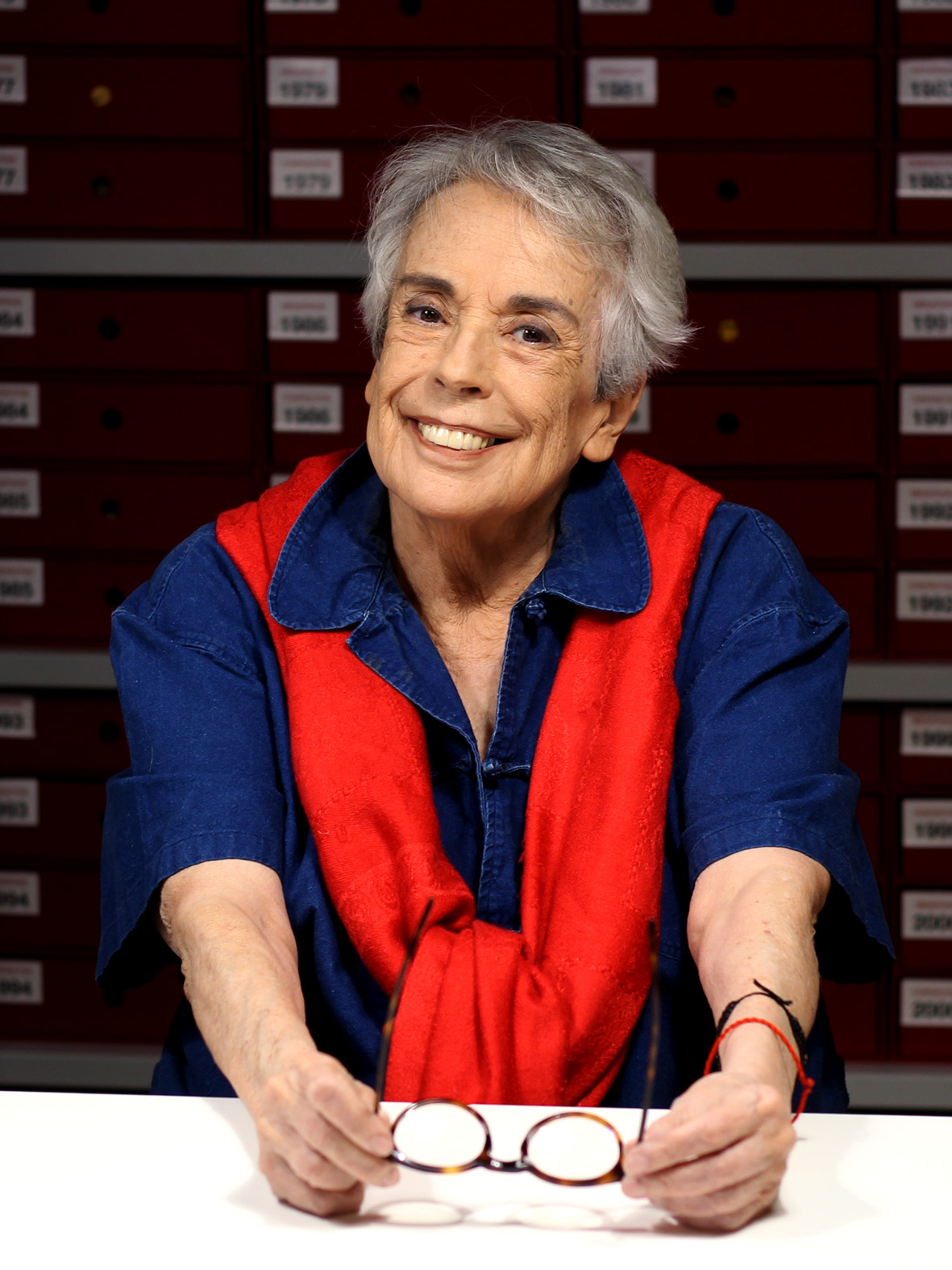
Colita (1940–2023), fotografka se specializací na tanec, portréty a novinářskou fotografii

Toto je seznam španělských fotografek, které se ve Španělsku narodily nebo jejichž díla jsou s touto zemí úzce spojena.

## A
- Laia Abril (* 1986), fotografka, multiplatformní vypravěčka
- Pilar Albarracín (* 1968), multidisciplinární umělkyně, fotografka
- Patricia Allende (1954–2025), vve svém uměleckém jazyku hledala abstrakci reality a přírody, její sestra byla Ouka Leele
- Eulalia Abaitua Allende-Salazar (1853–1943), raná baskická fotografka
- Ana Arce (* 1964), fotografka
- Pilar Aymerich i Puig (* 1943), katalánská fotografka, fotoreportérka

## B
- Consuelo Bautista (* 1957), kolumbijská fotografka působící ve Španělsku

## C
- Colita (1940–2023), fotografka se specializací na tanec, portréty a novinářskou fotografii
- Silvia Catalán (?)
- María Cardarelly (1845–1920)

## G
- Cristina García Rodero (* 1949), dokumentární fotografka
- Carlota Guerrero (* 1989), umělkyně, fotografka a filmmařka

## J
- Nuria Juncosa (* 1952), malířka, kameramanka, webová umělkyně

## L
- Ouka Leele (1957–2022), fotografka, básnířka
- Amalia López Cabrera (1837– po roce 1866), pionýrka profesionální fotografie

## M

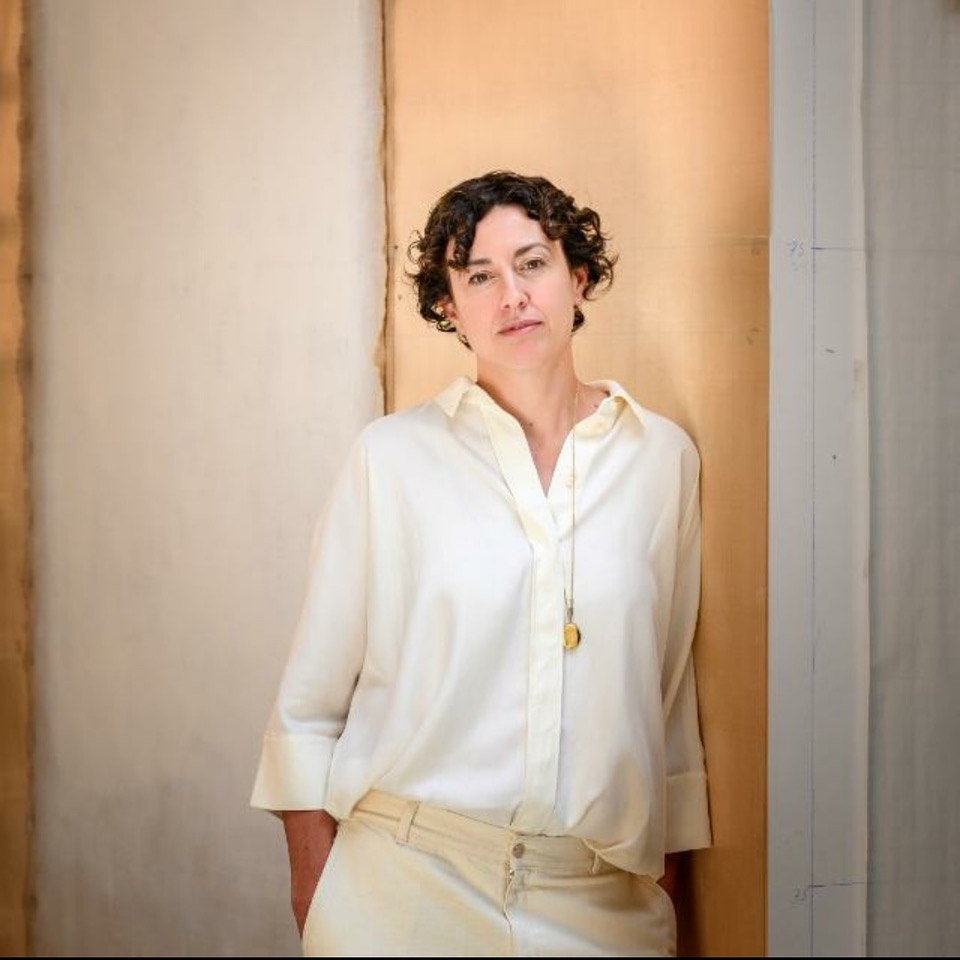
Linarejos Moreno (* 1974), francouzsko-španělská výtvarná umělkyně, výzkumnice a učitelka, která se zamýšlí nad dopady vědy, techniky, průmyslu, produktivity a kapitálu ve společnosti

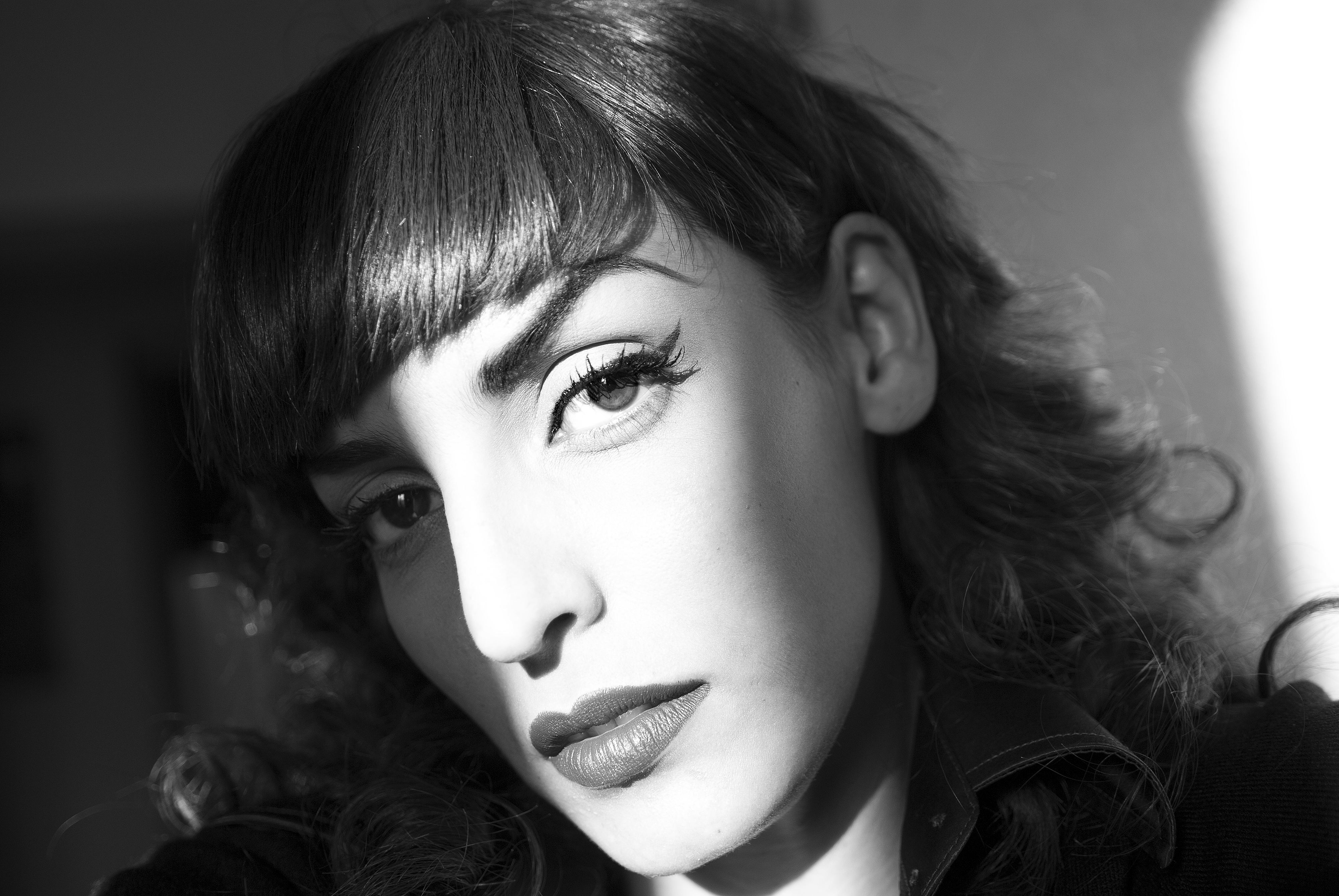
Maysun (* 1980), fotoreportérka, kameramanka

- Inka Martí (* 1964), novinářka, redaktorka, spisovatelka a fotografka
- Cristina Martín Lara (* 1972), fotografka se sídlem v Berlíně
- Cristina de Middel (* 1975), dokumentární fotografka, výtvarnice, se sídlem v Londýně
- Isabel Muñoz (* 1951), fotografka, která vytváří černobílé fotografie lidí, jako jsou bojovníci s býky, tanečníci nebo válečníci
- Linarejos Moreno (* 1974), francouzsko-španělská výtvarná umělkyně, výzkumnice a učitelka, která se zamýšlí nad dopady vědy, techniky, průmyslu, produktivity a kapitálu ve společnosti

## N

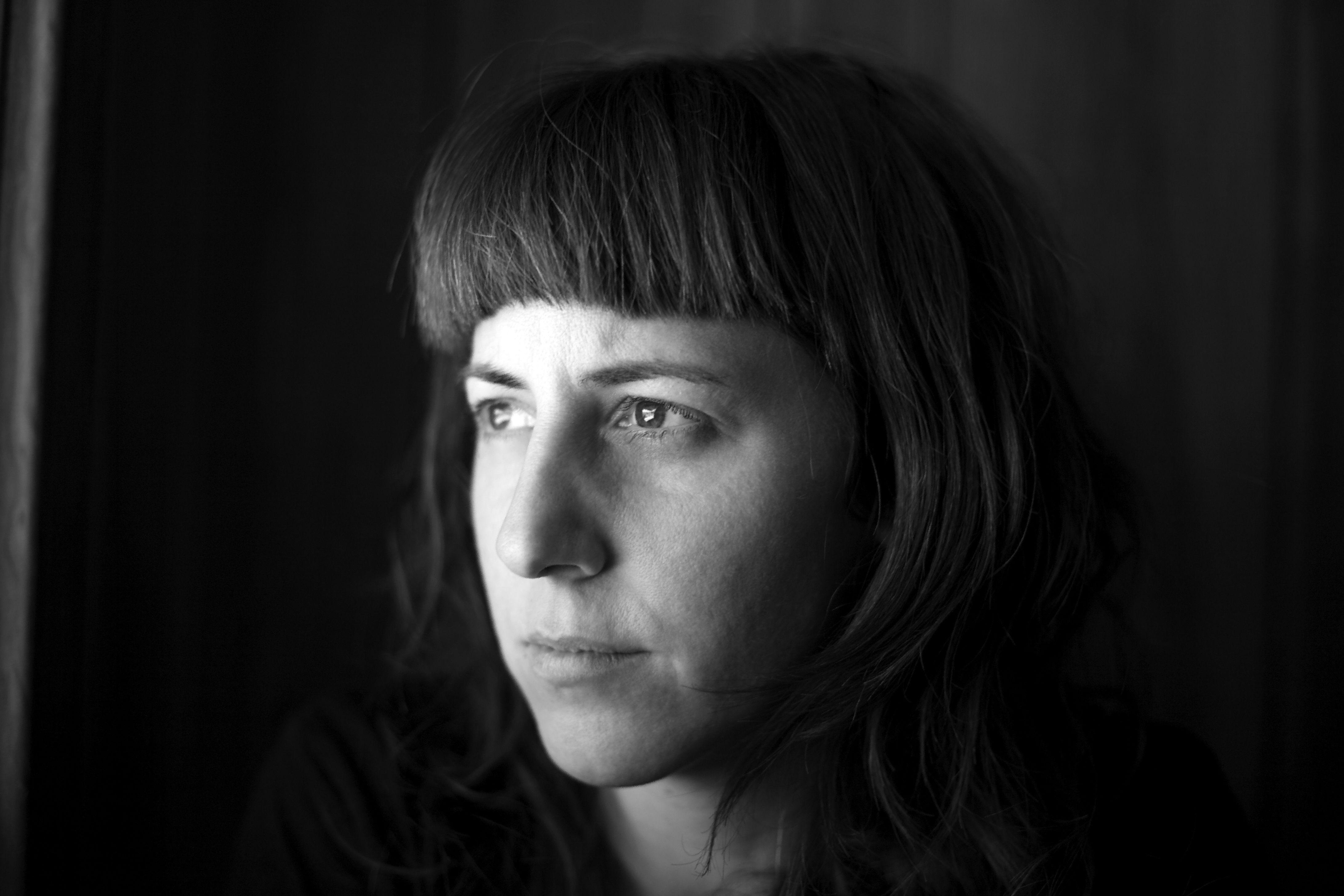
Janire Nájera (* 1981), multimediální umělkyně, dokumentární fotografka a producentka

- Janire Nájera (* 1981), multimediální umělkyně, dokumentární fotografka a producentka
- Anaïs Napoleón (asi 1827 – asi 1916), fotografka francouzského původu, produkující daguerrotypie ve Španělsku
- Nath-Sakura (* 1973), transsexuální katalánská reportérka, fotografka

## O
- Cristina Otero (* 1995), umělecká fotografka se specializací na autoportréty

## P
- Josefa Pla Marco († 1870), pionýrka profesionální fotografie
- Dolores Gil de Pardo (1842–1876), průkopnice fotografie

## Q
- María del Carmen Quintero Corredoira, fotografka

## R
- Lua Ribeira (* 1986)
- Leticia Reig (* 1983)

## T

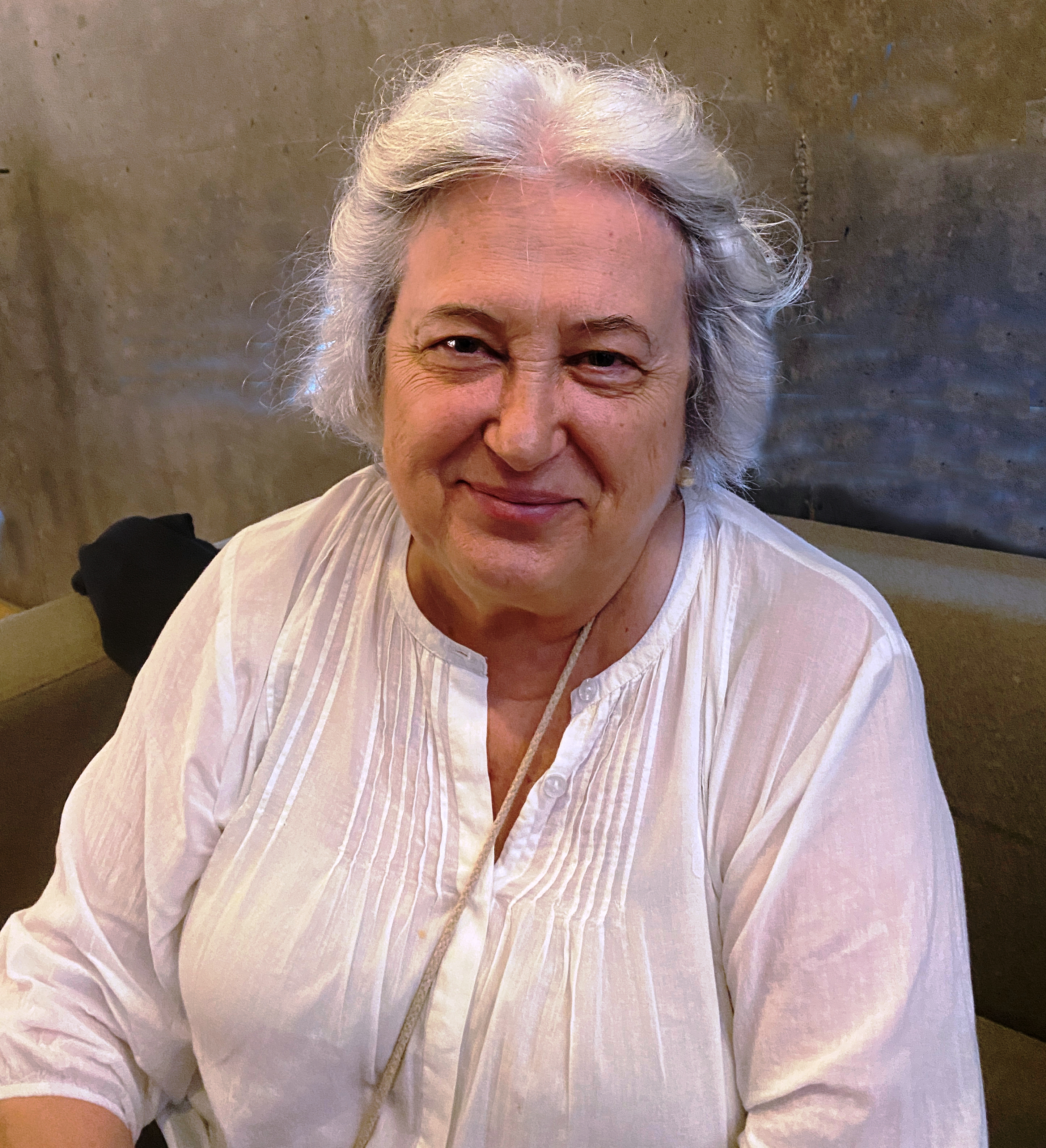
Anna Turbau (1949–2025), fotožurnalistka

- Anna Turbau (1949–2025), fotožurnalistka spojená s kontrakulturou a fotografickým realismem, realizovala dokumentární projekty, zvláště v Galicii v letech 1975 až 1979

## U
- Amalia Ulman (* 1989), současná španělská umělkyně argentinského původu

## Z
- Agustina Zugasti, španělská fotografka, která žila v San Sebastiánu